# Ганбаатарын Тугсбаяр
Ганба́атарын Ту́гсбаяр (монг. Ганбаатарын Төгсбаяр; 13 мая 1985 года) — монгольский футболист, экс-игрок национальной сборной Монголии, выступавший на позиции нападающего. 
Играл в чемпионате Монголии за «Эрчим», «Хоромхон» и «Сэлэнгэ Пресс» из Улан-Батора. Долгое время был рекордсменом сборной Монголии по количеству забитых мячей, но в феврале 2011 года его результат (6 голов) был превзойдён Доноровыном Лумбэнгаравом.